# 다시로 마사카즈
다시로 마사카즈(일본어: 田代 真一, 1988년 6월 26일 ~ )는 일본의 축구 선수이다. 현재 J3리그의 이와테 그루자 모리오카에서 뛰고 있다.

## 구단 경력
그는 2007년부터 J리그의 요코하마 F. 마리노스, FC 마치다 젤비아, 제프 유나이티드 지바, 몬테디오 야마가타, V-파렌 나가사키, 요코하마 FC, 오미야 아르디자, 이와테 그루자 모리오카에서 뛰었다.